# Boji Tower
La Boji Tower (también conocida como Olds) es un rascacielos histórico de 23 pisos ubicado en 124 Allegan Street, en Lansing, la capital del estado de Míchigan (Estados Unidos). Ha sido el edificio más alto de esa ciudad desde su finalización en 1931. El 6 de diciembre de 2005 fue agregado al Registro Nacional de Lugares Históricos como Capital Bank Tower.

## Historia
La torre fue construida originalmente como la Olds Tower, nombrada en honor al industrial automotriz, Ransom Eli Olds, quien fue el principal financiador del proyecto de la torre con la ayuda de Edmund C. Shields del bufete de abogados local Thomas Shields & Silsbee. Poco después, pasó a llamarse Capital National Bank Tower, en honor al banco que Ransom Eli Olds ayudó a formar. La primera piedra se colocó el 14 de noviembre de 1929.
Se convirtió en la Torre del Banco Nacional de Míchigan en 1954 y conservó ese nombre hasta 2001 cuando Standard Federal Bank compró el Banco Nacional de Míchigan. A pedido de Standard Federal, los propietarios quitaron el histórico letrero de neón 'Michigan National' ese año. Después de cuatro años y medio sin un nombre, la familia Boji, un equipo de desarrollo de padre e hijo de ascendencia iraquí que era dueño de la torre desde 1998, la renombró como Torre Boji en 2005.
La torre ha pasado por una expansión importante entre 1965 y 1967, que incluye la adición de un anexo de 11 pisos directamente adyacente al frente de la torre. Desde 1998 , esta ha sufrido varias renovaciones menores. En noviembre de 2007, la torre de antena original del edificio para WITL-FM fue reemplazada en helicóptero por una nueva antena para WJZL.

## Descripción
Con 23 pisos y 91 m, la torre de ladrillo y piedra caliza, con su perfil alto y estrecho rematado con una aguja y un faro, es un diseño típico de rascacielos estadounidense de la era art déco de la arquitectura de gran altura. Incluye cuatro paneles grabados en los portales de los principales ascensores de pasajeros que reflejan temas laborales e industriales. La fachada de la torre consta de 654.000 ladrillos de 17 colores diferentes. El edificio está ocupado por una combinación de inquilinos de oficinas, minoristas y gubernamentales. El antiguo lobby bancario de dos pisos se utiliza ahora como la sala de audiencias principal del Senado de Míchigan.
La escultura del edificio, incluidas las puertas, fue creada por Ulysses Ricci.

## Galería de fotos

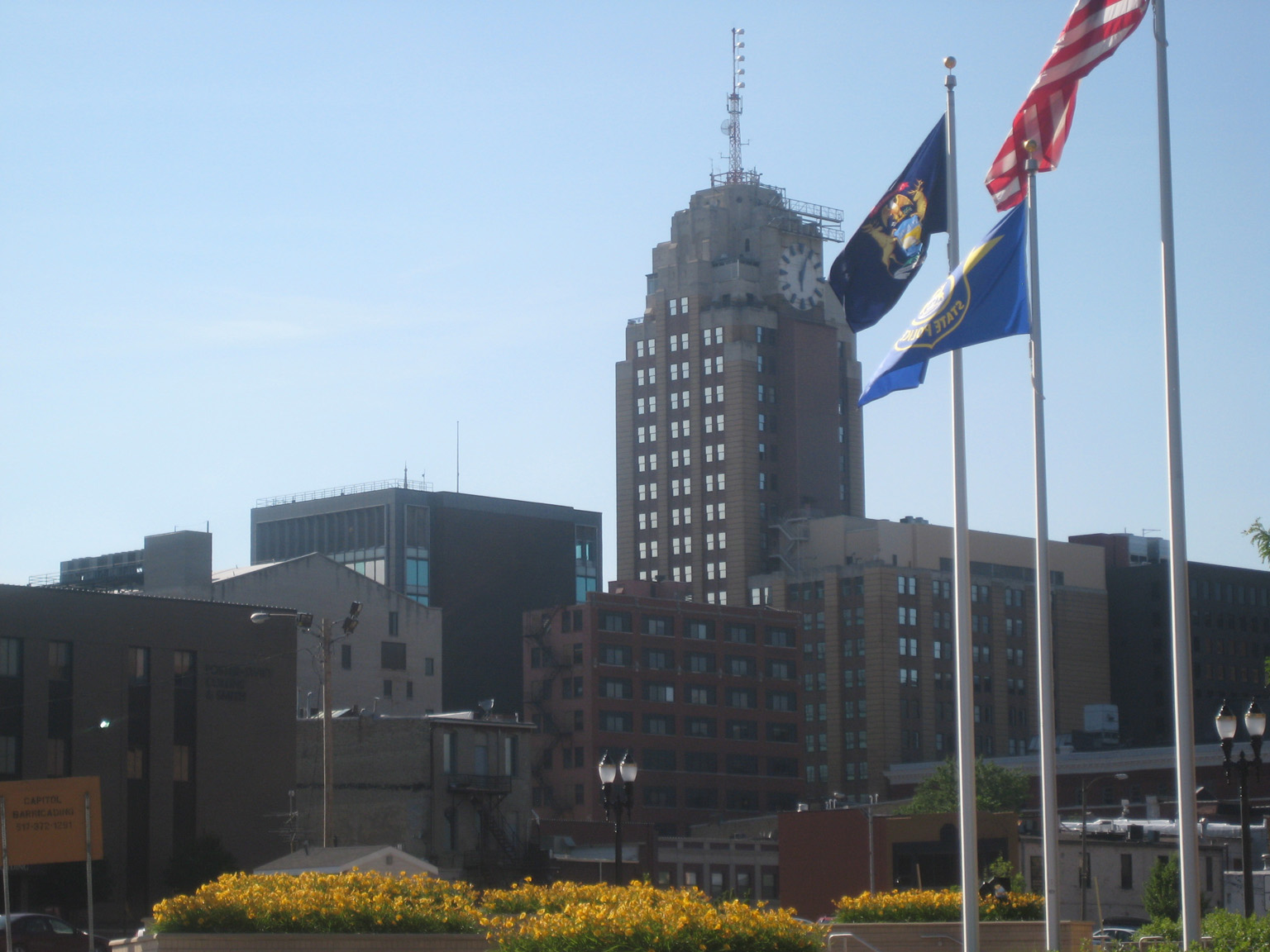
Vista desde Grand Avenue
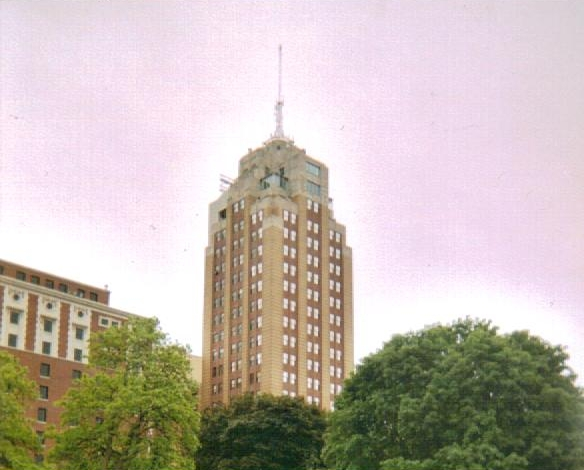
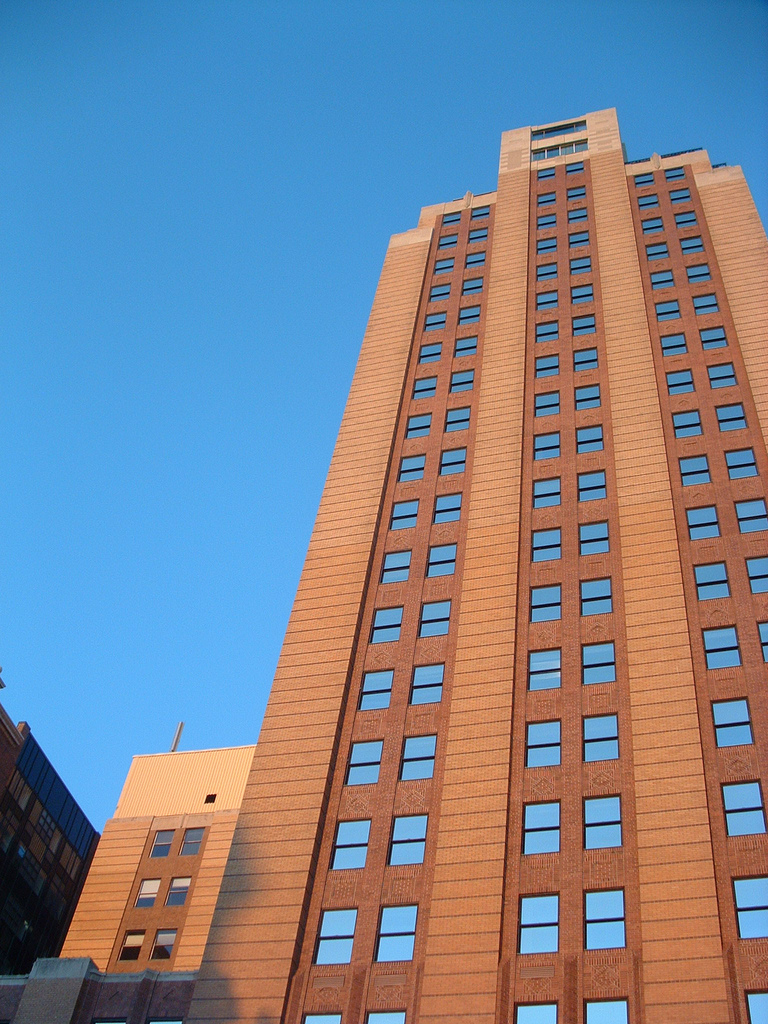
Lado occidental
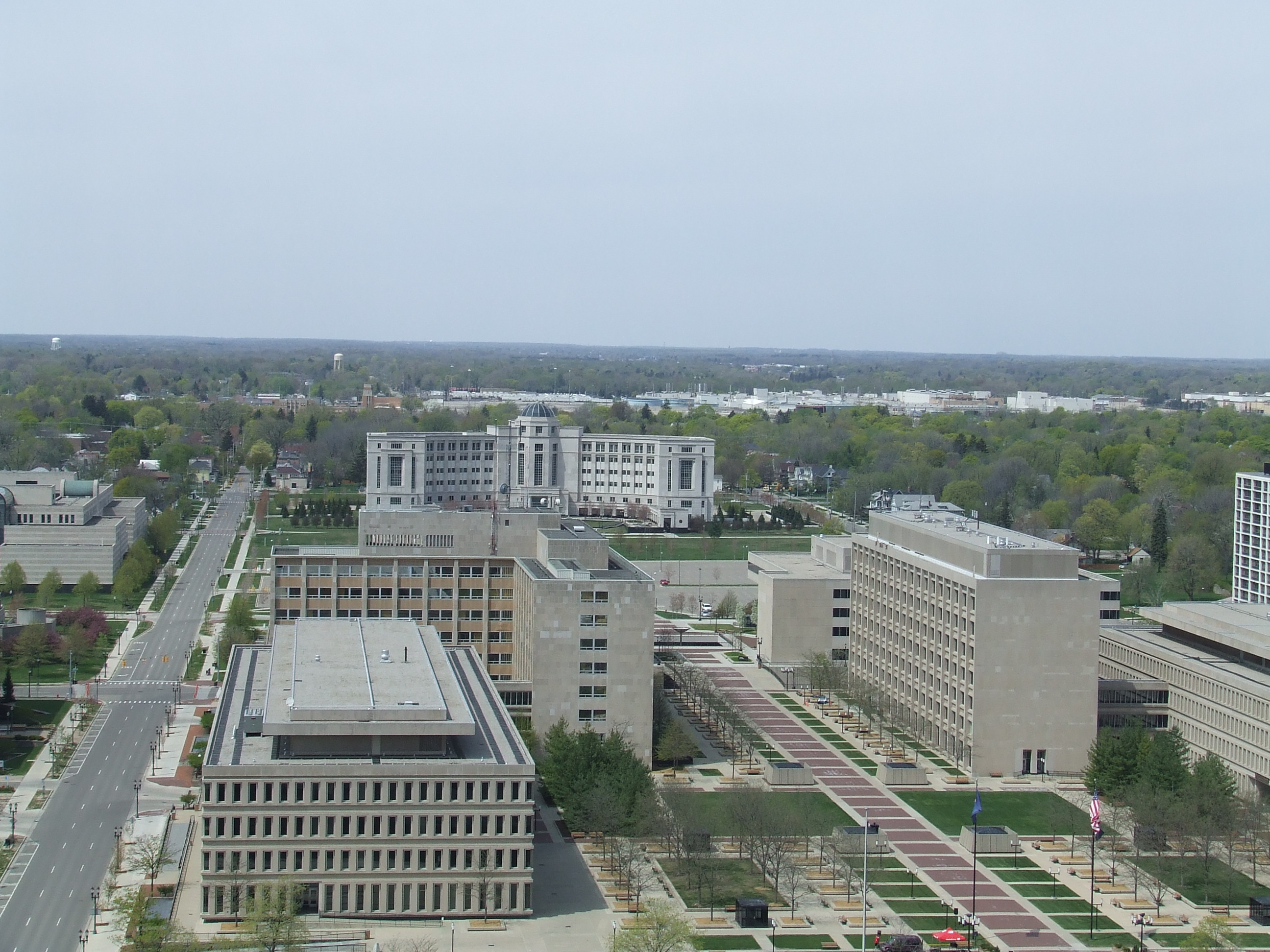
Vista del Complejo Gubernamental Estatal desde la Boji Tower